# 错位青春
《错位青春》（英語：Switched at Birth）是一部於2011年6月6日在ABC家庭频道首播的美国青少年家庭剧，2016年起於Freeform首播。 是一部聽覺障礙題材的影集，劇中有許多聽障演員參與其中，亦使用大量手語。劇情講述兩位16歲少女貝和達芙妮在出生時被抱錯，當發現此事實時，兩家人決定一起生活互相了解，是一部關於家庭、校園、愛情喜劇。

## 演员和角色
主要演員
- 凡妮莎·馬拉諾 - Bay Madeleine Kennish
- Katie Leclerc - Daphne Paloma Vasquez
- D·W·莫非特 - John Kennish
- 莉亞·湯普遜 - Kathryn Kennish
- 卢卡斯·格拉贝尔 - Toby Kennish
- 西恩·貝爾迪 - Emmett Bledsoe
- 吉爾斯·馬利尼 - Angelo Sorrento

配角
- 伊凡·科爾 - Adriana Vasquez
- 瑞安·朗 - Travis
- 奧斯汀·巴特勒 - Wilkie
- 瑪雅拉·沃許 - Simone Sinclair
- 布萊爾·雷德福 - Ty Mendoza
- Charles Michael Davis - Liam Lupo